# Associazione Calcio Reggiana 1919 2010-2011
Questa voce raccoglie le informazioni riguardanti la Associazione Calcio Reggiana 1919 nelle competizioni ufficiali della stagione 2010-2011.

## Stagione
L'allenatore della Reggiana per la stagione 2010-2011 è Amedeo Mangone.
Dopo le prime quattro giornate del campionato la Reggiana si ritrova ad avere una delle peggiori difese del campionato. Il periodo meno brillante la Reggiana lo attraversa all'inizio del girone di ritorno quando per quattro giornate consecutive esce sconfitta da tutte le partite che disputa ritrovandosi in zona play-out. Arrivata una vittoria a Cremona, alla quale seguiranno altre due vittorie con Ravenna e Alessandria, i nove punti conquistati consentono ai granata di riaffacciarsi alla zona play-off. Alla penultima giornata va in scena al Giglio Reggiana-Salernitana, scontro diretto per accedere alle fasi finali per la Serie B: i campani vincono con un gol di Altobello. La Reggiana conclude così il campionato all'ottavo posto in classifica e per la prima volta dopo tre anni non accede agli spareggi promozione.

## Divise e sponsor
| Prima divisa | Seconda divisa |

## Rosa
| N. |                   | Ruolo | Calciatore          |
| -- | ----------------- | ----- | ------------------- |
|    | Italia (bandiera) | P     | Nicolò Manfredini   |
|    | Italia (bandiera) | P     | Niccolò Bellucci    |
|    | Italia (bandiera) | P     | Daniel Offredi      |
|    | Italia (bandiera) | D     | Danilo Zini (C)     |
|    | Italia (bandiera) | D     | Andrea Adamo        |
|    | Italia (bandiera) | D     | Gianluca Di Chiara  |
|    | Italia (bandiera) | D     | Benedetto Iraci     |
|    | Italia (bandiera) | D     | Ramzi Aya           |
|    | Italia (bandiera) | D     | Massimiliano Mei    |
|    | Italia (bandiera) | D     | Samuele Bettoni     |
|    | Italia (bandiera) | D     | Salvatore Lanna     |
|    | Italia (bandiera) | D     | Matteo D'Alessandro |
|    | Italia (bandiera) | C     | Matteo Arati        |

| N. |                    | Ruolo | Calciatore            |
| -- | ------------------ | ----- | --------------------- |
|    | Italia (bandiera)  | C     | Nicolas Bovi          |
|    | Italia (bandiera)  | C     | Giuseppe Alessi       |
|    | Italia (bandiera)  | C     | Davide Saverino       |
|    | Italia (bandiera)  | C     | Marco Romizi          |
|    | Italia (bandiera)  | C     | Simone Esposito       |
|    | Italia (bandiera)  | C     | Nicolas Migliaccio    |
|    | Italia (bandiera)  | C     | Antonio Maschio       |
|    | Brasile (bandiera) | C     | André Viapiana        |
|    | Italia (bandiera)  | A     | Matteo Chinellato     |
|    | Italia (bandiera)  | A     | Christian Mangiarotti |
|    | Italia (bandiera)  | A     | Piergiuseppe Maritato |
|    | Italia (bandiera)  | A     | James Sekyere         |
|    | Italia (bandiera)  | A     | Gianluca Temelin      |
|    | Italia (bandiera)  | A     | Massimiliano Guidetti |

## Organigramma societario
| Organigramma Societario - Presidente: Alessandro Barilli - Team Manager: Stefano Buffagni - Direttore sportivo: Tito Corsi - Segreteria Generale: Monica Torreggiani - Responsabile Sviluppo e Comunicazione: Matteo Iori - Responsabile Sanitario: Enrico Ligabue | Area Tecnica - Allenatore: Amedeo Mangone - Allenatore in seconda: Fabio Sobhy - Preparatore atletico: Arturo Gerosa - Allenatore dei portieri: Andrea Rossi - Massaggiatore: Gianfranco Mastini - Magazziniere: Gabriele Fiorani | Settore Giovanile - Responsabile Tecnico: Fausto Vezzani - Vice responsabile tecnico: Andrea Menozzi - Segretario: William Pinetti - Responsabile allenatore dei portieri: Daniele Fontana - Responsabile sanitario: Massimiliano Manzotti |

## Calciomercato

### Sessione estiva(dall'1/7 al 2/9)
| Acquisti | Acquisti              | Acquisti        | Acquisti                         |
| R.       | Nome                  | da              | Modalità                         |
| -------- | --------------------- | --------------- | -------------------------------- |
| P        | Nicolò Bellucci       | Sestese         | Definitivo                       |
| P        | Daniel Offredi        | AlbinoLeffe     | Prestito                         |
| D        | Andrea Adamo          | Palermo         | Prestito                         |
| D        | Ramzi Aya             | Fiorentina      | Prestito                         |
| D        | Samuele Bettoni       | Fiorentina      | Prestito                         |
| D        | Matteo D'Alessandro   | Genoa           | Compartecipazione                |
| D        | Benedetto Iraci       | Potenza         | Definitivo                       |
| C        | Matteo Arati          | Fiorentina      | Compartecipazione                |
| C        | Christian Mangiarotti | Pavia           | Prestito con diritto di riscatto |
| C        | Nicolas Migliaccio    | Crociati Noceto | Fine prestito                    |
| C        | Marco Augusto Romizi  | Fiorentina      | Prestito                         |
| C        | Davide Saverino       |                 | Svincolato                       |
| A        | Matteo Chinellato     | Genoa           | Prestito                         |
| A        | Damien Florian        | Rodengo Saiano  | Fine prestito                    |
| A        | Massimiliano Guidetti |                 | Svincolato                       |
| A        | Piergiuseppe Maritato | Fiorentina      | Prestito                         |

| Cessioni | Cessioni                   | Cessioni            | Cessioni                         |
| R.       | Nome                       | a                   | Modalità                         |
| -------- | -------------------------- | ------------------- | -------------------------------- |
| P        | Luca Tomasig               | AlbinoLeffe         | Compartecipazione                |
| D        | Robert Anderson Cavalheiro |                     | Svincolato                       |
| D        | Matteo D'alessandro        | Genoa               | Fine prestito                    |
| D        | Federico Ferrando          | Acqui               | Definitivo                       |
| D        | Sebastiano Girelli         | Sassuolo            | Fine prestito                    |
| D        | Massimiliano Guerra        | Virtus Castelfranco | Definitivo                       |
| D        | Marco Mallus               | Mezzocorona         | Definitivo                       |
| D        | Federico Scappi            | Inter               | Prestito con diritto di riscatto |
| D        | Mirko Stefani              | Cremonese           | Definitivo                       |
| C        | Luca Castiglia             | Juventus            | Fine Prestito                    |
| C        | Luca Ferrari               | Bagnolese           | Definitivo                       |
| C        | Riccardo Nardini           | Empoli              | Definitivo                       |
| C        | Marco Augusto Romizi       | Fiorentina          | Fine prestito                    |
| C        | Davide Saverino            |                     | Svincolato                       |
| A        | Damien Florian             | Montichiari         | Definitivo                       |
| A        | Lorenzo Morelli            | Fiorentina          | Fine prestito                    |
| A        | Giuseppe Ingari            |                     | Svincolato                       |
| A        | Paolo Rossi                | Cittadella          | Fine prestito                    |

### Sessione invernale
| Acquisti | Acquisti        | Acquisti | Acquisti          |
| R.       | Nome            | da       | Modalità          |
| -------- | --------------- | -------- | ----------------- |
| C        | Simone Esposito | Ascoli   | Compartecipazione |
| C        | Nicolò Tonetto  | Derthona | Definitivo        |

| Cessioni | Cessioni        | Cessioni   | Cessioni      |
| R.       | Nome            | a          | Modalità      |
| -------- | --------------- | ---------- | ------------- |
| D        | Samuele Bettoni | Fiorentina | Fine prestito |

### Operazioni esterne alle sessioni
| Acquisti | Acquisti        | Acquisti | Acquisti   |
| R.       | Nome            | da       | Modalità   |
| -------- | --------------- | -------- | ---------- |
| D        | Salvatore Lanna |          | Svincolato |

| Cessioni | Cessioni | Cessioni | Cessioni |
| R.       | Nome     | a        | Modalità |
| -------- | -------- | -------- | -------- |

## Risultati

### Lega Pro Prima Divisione

#### Girone di andata
| Arbitro: | Bolano (Livorno) |

|                  |           |            |
| Campo 56’ (rig.) | Marcatori | 64’ Alessi |

| Arbitro: | Barbiero (Vicenza) |

|                     |           |                  |
| Marchini 18’ (aut.) | Marcatori | 66’ (aut.) Iraci |

| Arbitro: | Mariani (Aprilia) |

|                                              |           |                               |
| Togni 5’ Erpen 18’ De Giosa 69’ Paulinho 70’ | Marcatori | 22’, 41’ Guidetti 29’ Temelin |

| Arbitro: | Aversano (Treviso) |

|                                      |           |                             |
| Maritato 20’ Maschio 26’ Temelin 74’ | Marcatori | 18’ Ferrario 26’ Seedorf S. |

| Arbitro: | Di Bello (Brindisi) |

|  |           |                           |
|  | Marcatori | 23’ Guidetti 35’ Maritato |

| Reggio Emilia 26 settembre 2010, ore 15:00 CEST 6ª giornata | Reggiana          | 0 – 0 | Verona | Stadio Giglio (3.425 spett.)\| Arbitro: \| Viti (Campobasso) \| |
| Arbitro:                                                    | Viti (Campobasso) |       |        |                                                                 |

| Arbitro: | Ripa (Nocera Inferiore) |

|                              |           |                           |
| Galabinov 55’ F. Ferrari 88’ | Marcatori | 9’ Temelin 76’ Chinellato |

| Arbitro: | Ros (Pordenone) |

|                                |           |               |
| Saverino 27’ (rig.) Alessi 34’ | Marcatori | 5’ C. Tedesco |

| Arbitro: | Bindoni (Venezia) |

|                               |           |              |
| Juanito Gomez 30’, 52’ (rig.) | Marcatori | 19’ Saverino |

| Arbitro: | Di Paolo (Avezzano) |

|                                     |           |  |
| Temelin 42’ Alessi 48’ Guidetti 52’ | Marcatori |  |

| Arbitro: | De Faveri (San Donà di Piave) |

|  |           |              |
|  | Marcatori | 14’ Guidetti |

| Arbitro: | Bietolini (Firenze) |

|                           |           |  |
| Chianese 14’ Rossetti 87’ | Marcatori |  |

| Arbitro: | Gallo (Barcellona Pozzo di Gotto) |

|  |           |                             |
|  | Marcatori | 73’ Migliorini 81’ Cipriani |

| Arbitro: | Del Giovane (Albano Laziale) |

|  |           |             |
|  | Marcatori | 55’ Temelin |

| Arbitro: | Colasanti (Grosseto) |

|  |           |                 |
|  | Marcatori | 30’ Guariniello |

| Arbitro: | Borriello (Mantova) |

|                 |           |             |
| A. Montalto 34’ | Marcatori | 82’ Maschio |

| Arbitro: | Bellotti (Verona) |

|                        |           |                 |
| Temelin 14’ Romizi 24’ | Marcatori | 47’ A. Ferretti |

#### Girone di ritorno
| Arbitro: | Zivelli (Torre Annunziata) |

|                        |           |                                |
| Alessi 8’ Viapiana 46’ | Marcatori | 15’ (aut.) Lanna 68’ A. Furlan |

| Arbitro: | Pasqua (Tivoli) |

|                           |           |  |
| C. Colombo 57’ Casoli 76’ | Marcatori |  |

| Arbitro: | Coccia (San Benedetto del Tronto) |

|                                     |           |              |
| Alessi 21’ Viapiana 39’ Temelin 86’ | Marcatori | 70’ Paulinho |

| Monza 23 gennaio 2011, ore 14:30 CET 21ª giornata | Monza                | 0 – 0 | Reggiana | Stadio Brianteo (699 spett.)\| Arbitro: \| Pairetto (Nichelino) \| |
| Arbitro:                                          | Pairetto (Nichelino) |       |          |                                                                    |

| Arbitro: | Maresca (Napoli) |

|                    |           |            |
| Temelin (rig.) 26’ | Marcatori | 68’ Franco |

| Arbitro: | Gallo (Barcellona Pozzo di Gotto) |

|                |           |  |
| N. Ferrari 11’ | Marcatori |  |

| Arbitro: | Cafari Panico (Cassino) |

|  |           |                           |
|  | Marcatori | 8’ F. Ferrari 55’ Volpato |

| Arbitro: | Aloisi (Avezzano) |

|                        |           |  |
| Urbano 54’ Tortori 68’ | Marcatori |  |

| Arbitro: | Irrati (Pistoia) |

|  |           |                       |
|  | Marcatori | 16’ (rig.) Donnarumma |

| Arbitro: | Di Bello (Brindisi) |

|  |           |              |
|  | Marcatori | 60’ Guidetti |

| Arbitro: | Viti (Campobasso) |

|               |           |  |
| Temelin 90+2’ | Marcatori |  |

| Arbitro: | Pasqua (Tivoli) |

|                                   |           |  |
| Viapiana 19’ Alessi 48’ Lanna 72’ | Marcatori |  |

| Arbitro: | Penno (Nichelino) |

|                     |           |              |
| Smit 32’ Ghetti 40’ | Marcatori | 75’ Maritato |

| Arbitro: | Barbiero (Vicenza) |

|                     |           |  |
| Saverino 10’ (rig.) | Marcatori |  |

| Bassano del Grappa 1º maggio 2011, ore 15:00 CEST 32ª giornata | Bassano Virtus    | 0 – 0 | Reggiana | Stadio Rino Mercante (1.000 spett.)\| Arbitro: \| Mariani (Aprilia) \| |
| Arbitro:                                                       | Mariani (Aprilia) |       |          |                                                                        |

| Arbitro: | Gavillucci (Latina) |

|  |           |               |
|  | Marcatori | 59’ Altobello |

| Arbitro: | Aversano (Treviso) |

|                                |           |  |
| Aya 10’ (aut.) A. Ferretti 71’ | Marcatori |  |

## Coppa Italia

### Primo turno
| Arbitro: | Rocca (Vibo Valentia) |

|                               |           |             |
| Maritato 68’} Chinellato 107’ | Marcatori | 9’ Bernardi |

### Secondo turno
| Arbitro: | Ciampi (Roma) |

|                                           |           |            |
| Coralli 9’, 80’ Angella 29’ Cesaretti 42’ | Marcatori | 27’ Alessi |

## Coppa Italia Lega Pro

### Primo Turno
| Arbitro: | Strocchia (Nola) |

|          |           |                                   |
| Bovi 12’ | Marcatori | 3’ Calamai 22’ D'Antoni 55’ Luppi |

## Classifica finale
|  |    | Lega Pro Prima Divisione girone A 2010-2011 | Pt | G  | V  | N | P  | GF | GS | DR |
|  | -- | ------------------------------------------- | -- | -- | -- | - | -- | -- | -- | -- |
|  | 8. | Reggiana                                    | 45 | 34 | 12 | 9 | 13 | 36 | 37 | -1 |

## Statistiche

### Statistiche di squadra
| Competizione          | Punti | In casa | In casa | In casa | In casa | In casa | In casa | In trasferta | In trasferta | In trasferta | In trasferta | In trasferta | In trasferta | Totale | Totale | Totale | Totale | Totale | Totale | DR |
| Competizione          | Punti | G       | V       | N       | P       | Gf      | Gs      | G            | V            | N            | P            | Gf           | Gs           | G      | V      | N      | P      | Gf     | Gs     | DR |
| --------------------- | ----- | ------- | ------- | ------- | ------- | ------- | ------- | ------------ | ------------ | ------------ | ------------ | ------------ | ------------ | ------ | ------ | ------ | ------ | ------ | ------ | -- |
| Prima Divisione       | 45    | 17      | 8       | 4       | 5       | 22      | 16      | 17           | 4            | 5            | 8            | 14           | 21           | 34     | 12     | 9      | 13     | 36     | 37     | -1 |
| Coppa Italia          | -     | 1       | 1       | 0       | 0       | 2       | 1       | 1            | 0            | 0            | 1            | 1            | 4            | 2      | 1      | 0      | 1      | 3      | 5      | -2 |
| Coppa Italia Lega Pro | -     | 1       | 0       | 0       | 1       | 1       | 3       | -            | -            | -            | -            | -            | -            | 1      | 0      | 0      | 1      | 1      | 3      | -2 |
| Totale                | -     | 19      | 9       | 4       | 6       | 25      | 20      | 18           | 4            | 5            | 9            | 15           | 25           | 37     | 13     | 9      | 15     | 40     | 45     | -5 |

### Andamento in campionato
| Giornata  | 1 | 2  | 3  | 4 | 5 | 6 | 7 | 8 | 9 | 10 | 11 | 12 | 13 | 14 | 15 | 16 | 17 | 18 | 19 | 20 | 21 | 22 | 23 | 24 | 25 | 26 | 27 | 28 | 29 | 30 | 31 | 32 | 33 | 34 |
| --------- | - | -- | -- | - | - | - | - | - | - | -- | -- | -- | -- | -- | -- | -- | -- | -- | -- | -- | -- | -- | -- | -- | -- | -- | -- | -- | -- | -- | -- | -- | -- | -- |
| Luogo     | T | C  | T  | C | T | C | T | C | T | C  | T  | T  | C  | T  | C  | T  | C  | C  | T  | C  | T  | C  | T  | C  | T  | C  | T  | C  | C  | T  | C  | T  | C  | T  |
| Risultato | N | N  | P  | V | V | N | N | V | P | V  | V  | P  | P  | V  | P  | N  | V  | N  | P  | V  | N  | N  | P  | P  | P  | P  | V  | V  | V  | P  | V  | N  | P  | P  |
| Posizione | 8 | 10 | 12 | 5 | 3 | 4 | 5 | 4 | 6 | 2  | 3  | 3  | 5  | 4  | 5  | 5  | 5  | 5  | 5  | 5  | 5  | 5  | 7  | 10 | 10 | 12 | 10 | 8  | 6  | 6  | 6  | 6  | 7  | 8  |

Fonte:  Lega Pro Prima Divisione - Statistiche, su lega-pro.com, Lega Pro.
Legenda:

Luogo: C = Casa; T = Trasferta. Risultato: V = Vittoria; N = Pareggio; P = Sconfitta.

### Statistiche dei giocatori
| Giocatore       | Prima Divisione | Prima Divisione | Prima Divisione | Prima Divisione | Coppa Italia | Coppa Italia | Coppa Italia | Coppa Italia | Coppa Italia Lega Pro | Coppa Italia Lega Pro | Coppa Italia Lega Pro | Coppa Italia Lega Pro | Totale   | Totale | Totale      | Totale     |
| Giocatore       | Presenze        | Reti            | Ammonizioni     | Espulsioni      | Presenze     | Reti         | Ammonizioni  | Espulsioni   | Presenze              | Reti                  | Ammonizioni           | Espulsioni            | Presenze | Reti   | Ammonizioni | Espulsioni |
| --------------- | --------------- | --------------- | --------------- | --------------- | ------------ | ------------ | ------------ | ------------ | --------------------- | --------------------- | --------------------- | --------------------- | -------- | ------ | ----------- | ---------- |
| A. Adamo        | 6               | 0               | 0               | 1               | -            | -            | -            | -            | 1                     | 0                     | 0                     | 0                     | 7        | 0      | 0           | 1          |
| M. Arati        | 12              | 0               | 2               | 1               | 2            | 0            | 0            | 0            | 1                     | 0                     | 0                     | 0                     | 15       | 0      | 2           | 1          |
| G. Alessi       | 30              | 6               | 3               | 1               | 2            | 1            | 0            | 0            | -                     | -                     | -                     | -                     | 32       | 7      | 3           | 1          |
| R. Aya          | 27              | 0               | 7               | 0               | 2            | 0            | 0            | 0            | 1                     | 0                     | 0                     | 0                     | 30       | 0      | 7           | 0          |
| N. Bellucci     | 0               | 0               | 0               | 0               | -            | -            | -            | -            | 1                     | -3                    | 0                     | 0                     | 1        | -3     | 0           | 0          |
| S. Bettoni      | 3               | 0               | 0               | 0               | 1            | 0            | 0            | 0            | 1                     | 0                     | 0                     | 0                     | 5        | 0      | 0           | 0          |
| N. Bovi         | 6               | 0               | 0               | 0               | 1            | 0            | 0            | 0            | 1                     | 1                     | 0                     | 0                     | 8        | 1      | 0           | 0          |
| M. Chinellato   | 18              | 1               | 1               | 1               | 2            | 1            | 0            | 0            | 1                     | 0                     | 0                     | 0                     | 21       | 2      | 1           | 1          |
| M. D'Alessandro | 27              | 0               | 8               | 0               | 2            | 0            | 0            | 0            | -                     | -                     | -                     | -                     | 29       | 0      | 8           | 0          |
| G. Di Chiara    | 1               | 0               | 0               | 0               | -            | -            | -            | -            | 1                     | 0                     | 0                     | 0                     | 2        | 0      | 0           | 0          |
| S. Esposito     | 10              | 0               | 0               | 0               | -            | -            | -            | -            | -                     | -                     | -                     | -                     | 10       | 0      | 0           | 0          |
| M. Guidetti     | 30              | 6               | 1               | 0               | -            | -            | -            | -            | 1                     | 0                     | 1                     | 0                     | 31       | 6      | 2           | 0          |
| B. Iraci        | 13              | 0               | 4               | 0               | -            | -            | -            | -            | 1                     | 0                     | 0                     | 0                     | 14       | 0      | 4           | 0          |
| S. Lanna        | 23              | 1               | 3               | 1               | -            | -            | -            | -            | -                     | -                     | -                     | -                     | 23       | 1      | 3           | 1          |
| N. Manfredini   | 26              | -26             | 1               | 0               | 2            | -5           | 0            | 0            | -                     | -                     | -                     | -                     | 28       | -31    | 1           | 0          |
| C. Mangiarotti  | 1               | 0               | 0               | 0               | -            | -            | -            | -            | 1                     | 0                     | 0                     | 0                     | 2        | 0      | 0           | 0          |
| P. Maritato     | 22              | 3               | 1               | 0               | 1            | 1            | 0            | 0            | 1                     | 0                     | 0                     | 0                     | 24       | 4      | 1           | 0          |
| A. Maschio      | 31              | 2               | 6               | 0               | 2            | 0            | 0            | 0            | -                     | -                     | -                     | -                     | 33       | 2      | 6           | 0          |
| M. Mei          | 22              | 0               | 4               | 3               | 2            | 0            | 2            | 1            | -                     | -                     | -                     | -                     | 24       | 0      | 6           | 4          |
| N. Migliaccio   | 3               | 0               | 0               | 0               | 1            | 0            | 0            | 0            | 1                     | 0                     | 1                     | 0                     | 5        | 0      | 1           | 0          |
| D. Offredi      | 9               | -11             | 0               | 1               | -            | -            | -            | -            | -                     | -                     | -                     | -                     | 9        | -11    | 0           | 1          |
| M.A. Romizi     | 24              | 1               | 5               | 1               | 1            | 0            | 0            | 0            | -                     | -                     | -                     | -                     | 25       | 1      | 5           | 1          |
| D. Saverino     | 31              | 3               | 5               | 0               | -            | -            | -            | -            | -                     | -                     | -                     | -                     | 31       | 3      | 5           | 0          |
| J. Sekyere      | -               | -               | -               | -               | -            | -            | -            | -            | 1                     | 0                     | 0                     | 0                     | 1        | 0      | 0           | 0          |
| G. Temelin      | 32              | 9               | 3               | 1               | 2            | 0            | 0            | 0            | -                     | -                     | -                     | -                     | 34       | 9      | 3           | 1          |
| A. Viapiana     | 29              | 3               | 3               | 1               | 2            | 0            | 1            | 0            | -                     | -                     | -                     | -                     | 31       | 3      | 4           | 1          |
| D. Zini         | 32              | 0               | 4               | 0               | -            | -            | -            | -            | -                     | -                     | -                     | -                     | 32       | 0      | 4           | 0          |

## Biblioteca
Mauro Del Bue, Una storia Reggiana, vol. IV, le partite, i personaggi, le vicende dalla serie A al centenario, Tecnograf Reggio Emilia 2019, pp. 213–226.